# Burchardia
Burchardia R.Br. – rodzaj wieloletnich, ziemnopączkowych roślin zielnych z rodziny zimowitowatych, obejmujący 6 gatunków występujących w Australii, zasiedlających bagna i wrzosowiska.
Nazwa naukowa rodzaju została nadana na cześć Johanna Heinricha Burkhardta, szwajcarskiego lekarza i botanika.

## Morfologia
PokrójRośliny zielne, przechodzące corocznie okres spoczynku.
ŁodygaPędem podziemnym jest bulwa pędowa, okryta papierowatą tuniką. Pędy naziemne wzniesione, niekiedy rozgałęzione.
LiścieLiście odziomkowe i łodygowe, siedzące. Ulistnienie skrętoległe, naprzeciwległe lub spiralne. Blaszki liściowe całobrzegie, równowąskie lub lancetowate. Użyłkowanie równoległe.
KwiatyKwiaty obupłciowe, sześciopręcikowe, szypułkowe, trzykrotne, wyrastające pojedynczo lub zebrane (do 20) w baldach, grono lub wierzchotkę, wsparte 1–4 podsadkami. U niektórych gatunków obecne są przysadki. Okwiat pojedynczy, sześciolistkowy. Listki okwiatu położone w pojedynczym okółku, wolne, zielonkawe, białe, różowawo-białe lub różowe. Pręciki wolne lub zrośnięte z nasadą okwiatu i dnem kwiatowym, równej wielkości, położone w pojedycznym lub dwóch okółkach. Słupek synkarpiczny, zbudowany z 3–4 owocolistków. Zalążnia trójkomorowa, górna, siedząca, przechodząca w pojedynczą szyjkę słupka zakończoną trzema trójklapowymi znamionami. Liczne zalążki, anatropowe do kampylotropowych, powstają z osiowych łożysk.
OwocePękające, trójkomorowe torebki. Nasiona z oleistym bielmem.

## Systematyka
Pozycja rodzaju według Angiosperm Phylogeny Website (aktualizowany system APG IV z 2016)
Rodzaj zaliczany jest do monotypowego plemienia Burchardieae w rodzinie zimowitowatych (Colchicaceae), należącej do rzędu liliowców (Liliales) zaliczanych do jednoliściennych (monocots).  
Gatunki
- Burchardia bairdiae Keighery
- Burchardia congesta Lindl.
- Burchardia monantha Domin
- Burchardia multiflora Lindl.
- Burchardia rosea Keighery
- Burchardia umbellata R.Br.

## Zastosowania
Rośliny spożywczeBogate w skrobię bulwy Burchardia umbellata są jadalne. Spożywane są surowe lub po ugotowaniu.
Rośliny ozdobneBurchardia umbellata jest uprawiana jako ozdobna roślina ogrodowa.